# Dev Benegal
Dev Benegal es un director y guionista indio más conocido por su película debut English, August. Es sobrino del director Shyam Benegal.

## Filmografía
- Samurai (2010)
- Road, Movie (2009)[2]
- Split Wide Open (1999)
- English, August (1994)

## Documentales
- Shabana! (2003)
- Merchants & Marxists: Stones of the Raj (1997)
- Field of Shadows, (1993)
- Abhivardhan: Building for a New Life (1992)
- Kalpavriksha: The Tree of Life (1988)
- Kanakambaram: Cloth of Gold (1987)
- Anantarupam: The Infinite Forms (1987)

## Premios
- Festival des 3 Continents
  - 1994: Silver Montgolfiere (Silver Grand Prix): English, August
  - 1994: Gilberto Martínez Solares (Best First Film): English, August
- 1994: Premio del Jurado: Festival de Cine de Turín: English, August[3]
- 1995: National Film Awards: Mejor película en inglés: English, August